# Crinia glauerti
A Crinia glauerti a kétéltűek (Amphibia) osztályának békák (Anura) rendjébe, a Myobatrachidae családba, azon belül a Crinia nembe tartozó faj.

## Előfordulása
Ausztrália endemikus faja. Ausztrália Nyugat-Ausztrália államának délnyugati részén honos, északra a Moore folyóig; délre és keletre a Pallinup folyóig, és a szárazföld belsejében Chiig. Elterjedési területének mérete körülbelül 60 000 km².

## Nevének eredete
A faj nevét Ludwig Glauert ausztrál zoológus és paleontológus, az Western Australian Museum korábbi igazgatójának tiszteletére kapta.

## Megjelenése
Kis termetű békafaj, testhossza elérheti a 25 mm-t. Háta sötétbarna, szürke vagy majdnem fekete, időnként sötétebb foltokkal, oldala mentén világosabb hosszanti csíkokkal. Néha a háta közepén egy hosszanti csík húzódik. A hasa általában fehér, fekete foltokkal, de a párzó hímeknél fekete vagy szürke színű, fehér sávval vagy kereszt alakú mintával. A hasa krémszínű vagy szürke. Pupillája csaknem kerek, a szivárványhártya aranyszínű. Lábán hosszanti csíkok húzódnak.

## Életmódja
A hímek a vizet körülvevő növényzetben jól elrejtett helyről hívják a nőstényeket. A legtöbb más helyi békafajtól eltérően a Crinia glauerti gyakran hallható nappal is, különösen enyhe esőben vagy borult égbolt esetén.
A tél végétől a nyár elejéig szaporodik. A nőstény általában 70 petét rak le egyenként sekély vízű mocsarakban, patakokban vagy pocsolyákban, a víz alatti növényzethez rögzítve. Az ebihalak elérhetik a 3,5 cm hosszúságot, és sötétbarna, arany vagy homokbarna színűek. Gyakran a víz alján maradnak, és körülbelül négy hónap alatt fejlődnek békává.

## Természetvédelmi helyzete
A vörös lista a nem fenyegetett fajok között tartja nyilván.